# Rejon jezioroski
Rejon jezioroski (lit. Zarasų rajono savivaldybė) – rejon we wschodniej Litwie.
Według spisu z 2001 roku ok. 6,7% (1,518 tys.) populacji rejonu stanowili Polacy.

## Miejscowości
- Jeziorosy – 8365
- Užtiltė – 1079
- Dusiaty – 914
- Sołoki – 604
- Dimitriškės – 470
- Antazavė – 461
- Turmont – 397
- Aviliai – 373
- Antolepty – 359
- Degučiai – 324